# Extreme Hearts
Extreme Hearts(익스트림 하츠)는 츠즈키 마사키의 원작과 각본에 의한 일본의 애니메이션 작품. 2022년 7월부터 9월까지 도쿄 MX, BS11에서 방영했다.
주인공인 하야마 히요리와 그 동료들이 꿈을 향해 열심히 하는 이야기.

## 줄거리
미래의 이야기, 그것은 현재보다 조금 더이다. 서포트 아이템·익스트림 기어를 구사해 노는 등 「하이퍼 스포츠」는, 아이부터 어른까지 인기를 끌고 있는 취미 경기이다. 그 하이퍼 스포츠와는 아무런 인연이 없었다는 고교생 가수 엽산 요와즈는 한 사건과 만남을 계기로 한 이야기, 「이것은 우리가 최고의 동료를 만나 가는 이야기」를 시작하려고 한다.